# Yehia El-Deraa
Yehia Muhammad Yehia El-Deraa (international Yehia El-Deraa, auch Elderaa, arabisch يحيى محمد يحيى الدرع, DMG Yaḥyā Muḥammad Yaḥyā ad-Dirʿ, * 17. Juli 1995 in Kairo) ist ein ägyptischer Handballspieler. Der 1,92 m große Rückraumspieler spielt seit 2022 für den ungarischen Erstligisten Telekom Veszprém und steht zudem im Aufgebot der ägyptischen Nationalmannschaft. Sein jüngerer Bruder Seif El-Deraa ist ebenfalls Nationalspieler.

## Karriere

### Verein
Yehia El-Deraa begann im Alter von sechs Jahren mit dem Handballsport, nachdem er andere Kinder hatte spielen sehen. Ab 2013 stand der Rechtshänder im Kader der Männermannschaft in der ersten ägyptischen Liga. Nach drei Jahren wechselte er zum großen Al Ahly SC, mit dem er 2017 Meister wurde. In der Saison 2017/18 sammelte er erste Erfahrung im Ausland beim dänischen Verein Ribe-Esbjerg HH. In der Håndboldligaen erzielte er in 19 Spielen 58 Tore und im EHF-Pokal sieben Treffer in zwei Einsätzen. Ab 2018 spielte der Rückraumspieler für den ägyptischen Spitzenklub Zamalek SC, mit dem er mehrere Meisterschaften, die CAHB Champions League und den afrikanischen Supercup gewinnen konnte. Mit Zamalek nahm er auch am Super Globe 2019 teil. Im Sommer 2022 wechselte er zum ungarischen Verein KC Veszprém. Mit Veszprém gewann er 2023, 2024 und 2025 die Meisterschaft, 2024 den Pokal und 2024 die Vereinsweltmeisterschaft.

### Nationalmannschaft
Mit der ägyptischen Junioren-Nationalmannschaft belegte El-Deraa bei der U-21-Handball-Weltmeisterschaft 2015 den vierten Platz. Dort wurde er mit 60 Toren in neun Spielen drittbester Schütze des Turniers.
Bereits mit 18 Jahren stand er im Aufgebot der ägyptischen A-Nationalmannschaft, so beim Supercup 2013 in Deutschland. Seitdem bestritt Yehia El-Deraa über 162 Länderspiele, in denen er 319 Tore erzielte. Mit den Pharaos gewann er die Afrikameisterschaft 2020, wo er zusätzlich zum besten Spieler des Turniers gewählt wurde, und holte 2018 die Silbermedaille. Er stand im Aufgebot für die Weltmeisterschaften 2015, bei der er mit 19 Jahren zweitjüngster Teilnehmer war, 2017, 2019 und 2021. Zudem nahm er an den Olympischen Spielen in Rio de Janeiro und – gemeinsam mit seinem Bruder – an den Olympischen Spielen in Tokio teil. Bei den Mittelmeerspielen 2022 errang er mit Ägypten die Silbermedaille. Bei der Afrikameisterschaft 2022 gewann er mit dem Team die Goldmedaille. Bei der Afrikameisterschaft 2024 wurde er erneut Afrikameister und zudem ins All-Star-Team gewählt.

### Erfolge
- mit Al Ahly SC
  - 1× Ägyptischer Meister: 2017

- mit Zamalek SC
  - 4× Ägyptischer Meister: 2019, 2020, 2021 und 2022
  - 2× CAHB Champions League: 2018 und 2019
  - 2× Afrikanischer Supercup: 2019 und 2021
  - IHF Super Globe: 5. Platz 2019

- mit Telekom Veszprém
  - 1× SEHA-Liga: 2022
  - 3× Ungarischer Meister: 2023, 2024, 2025
  - 2× Ungarischer Pokalsieger: 2023, 2024
  - 1× Vereinsweltmeisterschaft: 2024

- mit der Nationalmannschaft
  - Olympische Spiele: 4. Platz 2020
  - Weltmeisterschaft: 7. Platz 2021
  - Afrikameisterschaft: Gold 2020, 2022 und 2024, Silber 2018
  - Mittelmeerspiele: Silber 2022

- persönliche Auszeichnungen
  - MVP: Afrikameisterschaft 2020
  - All-Star-Team: Afrikameisterschaft 2024